# Ливанели, Зюльфю
Oмер Зюльфю Ливанелиоглу (тур. Ömer Zülfü Livanelioğlu, род. 20 июня 1946 г. Ылгын) — современный турецкий музыкант, композитор, писатель, поэт, кинорежиссёр и политический деятель.

## Биография
Был одним из шести детей в семье грузинского происхождения; отец был юристом и возглавил Верховный суд Турции, мать умерла в 38-летнем возрасте. После военного переворота 1971 года и ареста, З. Ливанели, придерживавшийся левых, социалистических взглядов, по политическим соображениям был вынужден покинуть Турцию в 1972 году. Сначала он жил в Стокгольме, затем в Париже и Афинах, а также в Нью-Йорке. В 1984 году он возвращается в Турцию, и даёт в Стамбуле концерт, исполнив на нём свою песню Мархаба (Добро пожаловать), восторженно встреченную его многочисленными поклонниками.
З. Ливанели является лауреатом многочисленных турецких и международных премий, его песни переведены на многие языки и исполнялись такими мастерами, как Джоан Баэз, Мария Фарандури, Мария Мар Бонет, Удо Линденберг и др. Ливанели — автор музыки к более чем 300 песен и 30 кинофильмам. Особой популярностью на родине пользуются его песни на стихи Назыма Хикмета (его альбом Nazim Türküsü находился в топе турецких чартов на протяжении 48 недель). Он также написал музыку для балета и 5 театральных постановок. Свой первый альбом выпустил под именем «Озаноглу», но уже для альбома Турецкие революционные песни (Chants Révolutionnaires Turcs) использовал имя Зюльфю Ливанели.
Как писатель Ливанели создал 14 художественных и публицистических произведений, как кинорежиссёр — поставил 3 кинофильма. Лауреат премий Золотая пальма Фестиваля Средиземноморского кино в Валенсии (1989) и Золотая антилопа кинофестиваля в Монпелье. Шведско-турецко-немецкий фильм Ливанели Туман (1988), поставленный по написанному им же одноимённому роману, был номинирован на звание Лучшего европейского кинофильма. Фильмы З. Ливанели с успехом демонстрировались не только в Турции, но и в США, во Франции, в Германии, Японии, Швейцарии и других странах, а также транслировались BBC, германскими, японскими, испанскими и канадскими телекомпаниями.
З. Ливанели — близкий друг греческого композитора Микиса Теодоракиса. Совместно они организовали в 1986 году Комитет греко-турецкой дружбы. В октябре 1986 года Ливанели, по приглашению Чингиза Айтматова, приезжает в Кыргызстан, где принимает участие в создании Иссык-кульского форума. С 1995 года он — личный советник генерального директора ЮНЕСКО Федерико Майора. С 1996 — получает звание посла ЮНЕСКО. Он оставил свою роль в ЮНЕСКО в знак протеста против ущерба, нанесённого турецкими властями старому городу курдского Диярбакыра.
Помимо своей культурной и творческой деятельности, активно участвовал в общественно-политической жизни. На местных выборах 1994 года был выдвинут в мэры Стамбула от Социал-демократической народной партии; его избранию помешала раздробленность левоцентристского электората. В 2002—2007 годах З.Ливанели — депутат турецкого парламента от Республиканской народной партии, которую, впрочем, покинул из-за её «недемократической и авторитарной системы политики».